# 다카하시 류타
다카하시 류타(일본어: 髙橋 隆大, 2004년 10월 30일~)는 일본의 축구 선수이다.

## 구단 경력
그는 2023년 J3리그의 나라 클럽에 입단했다. 2024년 기라반츠 기타큐슈로 이적했다.